# Choe Myong-ho
Choe Myong-ho (최명호?, 崔敏鎬?; Pyongyang, 3 luglio 1988) è un ex calciatore nordcoreano, di ruolo centrocampista.

## Carriera

### Club
Durante la sua carriera ha vestito le maglie di Kyonggongopsong, Kryl'ja Sovetov Samara e Pyongyang.

### Nazionale
Ha più volte rappresentato la nazionale nordcoreana.

## Palmarès
- Calciatore giovane asiatico dell'anno: 1

2005